# 橫琴隧道
橫琴隧道，是一條位於中國廣東省珠海市香洲區內，連接珠海保稅區至橫琴粵澳深度合作區的海底隧道，前稱馬騮洲隧道。於2014年7月動工興建，2016年12月西線全線貫通，2017年10月實現東西雙線全線貫通；2018年3月實現結構封頂，10月全面竣工，並於同年11月1日正式試運行。
橫琴隧道全長約2836.84米，當中隧道段全長2244米，隧道內徑13.3米，其中過馬騮州水道段為圓隧道段，單管設置單向3車道，兩管組合形成雙向六車道，同時是中國華南地區首條海域超大直徑複合地層盾構法隧道，採用一台直徑14.93米的泥水氣壓平衡盾構機掘進施工。
2023年7月26日，南灣大道橫琴隧道連接段正式開通，包括南灣大道東段和南航至橫琴隧道臨時連接道路，全長2,070米，雙向八車道。該連接段開通後將大幅改善橫琴隧道北出口周邊的交通條件，使橫琴隧道使用率明顯提高。
2024年3月1日，配合橫琴粵澳深度合作區實施全面封關運行，橫琴隧道「二線」通道維持全天24小時開放通行，通行貨車（含工程車）、小客車，車輛經中心大道進入「二線」通道出島。報關貨車按指引駛入查驗場，辦理相關手續後出島；非報關貨車未被抽檢可直接出島，被抽檢的按指引駛入查驗場，經查驗後出島。未被抽檢小客車可直接出島；被抽檢小客車按指引進入查驗場，經查驗後出島。